# Fußball-Bezirksliga Neubrandenburg 1959
Die Fußball-Bezirksliga Neubrandenburg 1959 war die achte Austragung der vom Bezirksfachausschuss (BFA) Fußball Neubrandenburg durchgeführten Bezirksliga Neubrandenburg. Sie war die höchste Spielklasse im Bezirk Neubrandenburg und die vierthöchste im Ligasystem auf dem Gebiet des DFV.
Der Vorjahresaufsteiger die BSG Einheit Teterow (Sieger der Staffel 2) setzte sich in drei Finalspielen gegen die SG Dynamo Löcknitz (Sieger der Staffel 1) durch und stieg in die übergeordnete II. DDR-Liga auf.
In eine der untergeordneten Bezirksklassestaffeln stiegen aus der Staffel 1 Vorjahresaufsteiger ASG Vorwärts Prenzlau und die BSG Stahl Ueckermünde nach zwei Jahren sowie nach dreijähriger Zugehörigkeit die BSG Empor Altentreptow und zwei Spielzeiten die BSG Traktor Strelitz-Alt aus der Staffel 2 ab. Im Gegenzug stiegen zur Folgesaison die Bezirksklassensieger, die Zweitvertretung vom ASK Vorwärts Neubrandenburg (Staffel 2) und die SG Dynamo Pasewalk (Staffel 4) jeweils als Bezirksliganeuling sowie der Vorjahresabsteiger ASG Vorwärts Eggesin-Karpin (Staffel 3) auf. Dazu kam aus der Staffel 1 der Zweitplatzierte die BSG Traktor Nossentiner Hütte, da der Staffelsieger die Zweitvertretung der BSG Empor Neustrelitz durch den Abstieg der ersten Mannschaft aus der II. DDR-Liga nicht aufstiegsberechtigt war. Aus der II. DDR-Liga kam der Vorjahresaufsteiger BSG Empor Neustrelitz hinzu.

## Staffel 1

### Abschlusstabelle
| Pl. | Mannschaft                | Sp. | S  | U | N  | Tore    | Diff. | Punkte |
| --- | ------------------------- | --- | -- | - | -- | ------- | ----- | ------ |
| 1.  | SG Dynamo Löcknitz        | 18  | 14 | 2 | 2  | 047:200 | +27   | 30:60  |
| 2.  | BSG Empor Anklam          | 18  | 11 | 5 | 2  | 055:260 | +29   | 27:90  |
| 3.  | BSG Stahl Torgelow        | 18  | 10 | 3 | 5  | 055:300 | +25   | 23:13  |
| 4.  | BSG Einheit Strasburg     | 18  | 9  | 2 | 7  | 051:410 | +10   | 20:16  |
| 5.  | BSG Einheit Ueckermünde   | 18  | 7  | 4 | 7  | 030:270 | +3    | 18:18  |
| 6.  | BSG Lokomotive Prenzlau   | 18  | 8  | 1 | 9  | 042:450 | −3    | 17:19  |
| 7.  | BSG Einheit Templin       | 18  | 4  | 8 | 6  | 021:270 | −6    | 16:20  |
| 8.  | BSG Lokomotive Pasewalk   | 18  | 5  | 3 | 10 | 030:360 | −6    | 13:23  |
| 9.  | ASG Vorwärts Prenzlau (N) | 18  | 3  | 6 | 9  | 026:480 | −22   | 12:24  |
| 10. | BSG Stahl Ueckermünde     | 18  | 1  | 2 | 15 | 016:730 | −57   | 04:32  |

| (N) Aufsteiger aus der Bezirksklasse 1958 |

### Kreuztabelle
Die Kreuztabelle stellt die Ergebnisse aller Spiele dieser Saison dar. Die Heimmannschaft ist in der linken Spalte aufgelistet und die Gastmannschaft in der obersten Reihe.
| Bezirksliga Neubrandenburg Staffel 1 1. März 1959 – 1. November 1959 | Bezirksliga Neubrandenburg Staffel 1 1. März 1959 – 1. November 1959 | SG Dynamo Löcknitz | BSG Empor Anklam | TOR | SBG | BSG Einheit Ueckermünde | BSG Lokomotive Prenzlau | TP  | BSG Lokomotive Pasewalk | ASG Vorwärts Prenzlau | UEM  |
| -------------------------------------------------------------------- | -------------------------------------------------------------------- | ------------------ | ---------------- | --- | --- | ----------------------- | ----------------------- | --- | ----------------------- | --------------------- | ---- |
| 01.                                                                  | SG Dynamo Löcknitz                                                   |                    | 0:2              | 2:4 | 4:2 | 2:0                     | 2:1                     | 1:0 | 1:0                     | 2:1                   | 6:1  |
| 02.                                                                  | BSG Empor Anklam                                                     | 1:3                |                  | 3:3 | 5:2 | 6:2                     | 2:1                     | 5:0 | 4:3                     | 3:0                   | 10:0 |
| 03.                                                                  | BSG Stahl Torgelow                                                   | 1:2                | 1:1              |     | 5:1 | 0:0                     | 6:0                     | 3:1 | 5:0                     | 3:5                   | 8:2  |
| 04.                                                                  | BSG Einheit Strasburg                                                | 2:4                | 3:3              | 4:2 |     | 4:3                     | 10:2                    | 0:2 | 1:2                     | 6:4                   | 3:0  |
| 05.                                                                  | BSG Einheit Ueckermünde                                              | 0:3                | 4:0              | 0:1 | 1:0 |                         | 1:2                     | 0:0 | 2:2                     | 3:0                   | 2:1  |
| 06.                                                                  | BSG Lokomotive Prenzlau                                              | 1:6                | 2:3              | 4:0 | 0:2 | 5:1                     |                         | 4:0 | 3:2                     | 0:1                   | 7:2  |
| 07.                                                                  | BSG Einheit Templin                                                  | 1:4                | 0:0              | 3:0 | 1:2 | 0:0                     | 2:2                     |     | 1:0                     | 2:2                   | 2:2  |
| 08.                                                                  | BSG Lokomotive Pasewalk                                              | 0:0                | 1:3              | 2:3 | 2:4 | 2:2                     | 2:4                     | 1:1 |                         | 4:0                   | 1:0  |
| 09.                                                                  | ASG Vorwärts Prenzlau                                                | 0:0                | 1:1              | 0:5 | 1:1 | 1:8                     | 1:3                     | 1:1 | 1:4                     |                       | 5:0  |
| 10.                                                                  | BSG Stahl Ueckermünde                                                | 3:5                | 0:3              | 0:5 | 0:4 | 0:1                     | 2:1                     | 0:4 | 1:4                     | 2:2                   |      |

## Staffel 2

### Abschlusstabelle
| Pl. | Mannschaft                         | Sp. | S  | U | N  | Tore    | Diff. | Punkte |
| --- | ---------------------------------- | --- | -- | - | -- | ------- | ----- | ------ |
| 1.  | BSG Einheit Teterow (N)            | 18  | 11 | 5 | 2  | 048:220 | +26   | 27:90  |
| 2.  | BSG Lokomotive Waren-Rethwisch (A) | 18  | 10 | 4 | 4  | 032:140 | +18   | 24:12  |
| 3.  | BSG Fortschritt Malchow            | 18  | 10 | 3 | 5  | 067:360 | +31   | 23:13  |
| 4.  | BSG Empor Friedland                | 18  | 9  | 4 | 5  | 035:300 | +5    | 22:14  |
| 5.  | BSG Lokomotive Malchin (N)         | 18  | 9  | 3 | 6  | 039:280 | +11   | 21:15  |
| 6.  | BSG Demminer Verkehrsbetriebe      | 18  | 7  | 3 | 8  | 032:320 | ±0    | 17:19  |
| 7.  | BSG Traktor Dargun                 | 18  | 7  | 1 | 10 | 035:530 | −18   | 15:21  |
| 8.  | BSG Traktor Burg Stargard          | 18  | 4  | 4 | 10 | 029:560 | −27   | 12:24  |
| 9.  | BSG Empor Altentreptow             | 18  | 3  | 5 | 10 | 026:440 | −18   | 11:25  |
| 10. | BSG Traktor Strelitz-Alt           | 18  | 2  | 4 | 12 | 031:590 | −28   | 08:28  |

| (A) Absteiger aus der II. DDR-Liga 1958   |
| (N) Aufsteiger aus der Bezirksklasse 1958 |

### Kreuztabelle
Die Kreuztabelle stellt die Ergebnisse aller Spiele dieser Saison dar. Die Heimmannschaft ist in der linken Spalte aufgelistet und die Gastmannschaft in der obersten Reihe.
| Bezirksliga Neubrandenburg Staffel 2 1. März 1959 – 1. November 1959 | Bezirksliga Neubrandenburg Staffel 2 1. März 1959 – 1. November 1959 | BSG Einheit Teterow | BSG Lokomotive Waren-Rethwisch | BSG Fortschritt Malchow | FRL | BSG Lokomotive Malchin | BSG Demminer Verkehrsbetriebe | DAR | BST  | AT  | STR |
| -------------------------------------------------------------------- | -------------------------------------------------------------------- | ------------------- | ------------------------------ | ----------------------- | --- | ---------------------- | ----------------------------- | --- | ---- | --- | --- |
| 01.                                                                  | BSG Einheit Teterow                                                  |                     | 0:1                            | 6:1                     | 3:2 | 4:2                    | 4:0                           | 5:0 | 4:2  | 4:0 | 2:0 |
| 02.                                                                  | BSG Lokomotive Waren-Rethwisch                                       | 1:1                 |                                | 1:1                     | 0:0 | 1:1                    | 1:0                           | 2:0 | 7:1  | 2:0 | 6:1 |
| 03.                                                                  | BSG Fortschritt Malchow                                              | 2:2                 | 1:0                            |                         | 2:3 | 4:0                    | 7:3                           | 1:3 | 10:2 | 7:1 | 6:1 |
| 04.                                                                  | BSG Empor Friedland                                                  | 2:1                 | 1:0                            | 2:1                     |     | 1:0                    | 1:3                           | 3:1 | 6:0  | 4:4 | 1:1 |
| 05.                                                                  | BSG Lokomotive Malchin                                               | 1:1                 | 2:3                            | 4:2                     | 5:0 |                        | 0:2                           | 4:2 | 2:0  | 2:0 | 4:2 |
| 06.                                                                  | BSG Demminer Verkehrsbetriebe                                        | 1:2                 | 0:2                            | 2:2                     | 2:1 | 2:3                    |                               | 5:1 | 1:0  | 0:0 | 3:1 |
| 07.                                                                  | BSG Traktor Dargun                                                   | 1:1                 | 2:3                            | 1:6                     | 4:2 | 1:0                    | 2:1                           |     | 1:2  | 4:2 | 6:5 |
| 08.                                                                  | BSG Traktor Burg Stargard                                            | 1:2                 | 1:0                            | 3:4                     | 1:3 | 2:2                    | 1:1                           | 1:3 |      | 3:2 | 4:3 |
| 09.                                                                  | BSG Empor Altentreptow                                               | 3:3                 | 1:0                            | 2:5                     | 0:1 | 1:2                    | 3:1                           | 3:1 | 3:3  |     | 1:1 |
| 10.                                                                  | BSG Traktor Strelitz-Alt                                             | 2:3                 | 1:2                            | 0:5                     | 2:2 | 0:5                    | 1:5                           | 7:2 | 2:2  | 1:0 |     |

## Endspiele um die Bezirksmeisterschaft
Die beiden Staffelsieger sollten in Hin- und Rückspiel den Bezirksmeister ermitteln. Nachdem jeder sein Heimspiel gewonnen hatte und eine gleiche Tordifferenz bestanden hatte, wurde ein Entscheidungsspiel am Sonntag, den 22. November 1959 auf neutralem Platz in Neubrandenburg ausgetragen.
| Datum                | Sieger der Staffel 1 | Gesamt | Sieger der Staffel 2 | Hinspiel | Rückspiel |
| -------------------- | -------------------- | ------ | -------------------- | -------- | --------- |
| So 8. / 15. November | SG Dynamo Löcknitz   | 2:2    | BSG Einheit Teterow  | 1:0      | 1:2       |

### Entscheidungsspiel
| Datum           |                    | Ergebnis |                     |
| --------------- | ------------------ | -------- | ------------------- |
| So 22. November | SG Dynamo Löcknitz | 0:2      | BSG Einheit Teterow |